# Явоже (Західнопоморське воєводство)
Явоже (пол. Jaworze, нім. Gabbert) — село в Польщі, у гміні Каліш-Поморський Дравського повіту Західнопоморського воєводства.
У 1975-1998 роках село належало до Кошалінського воєводства.